# Acrolyta flaviger
Acrolyta flaviger là một loài tò vò trong họ Ichneumonidae.